# Ornithogalum pyrenaicum
Ornithogalum pyrenaicum es una especie de planta bulbosa de la familia Asparagaceae.

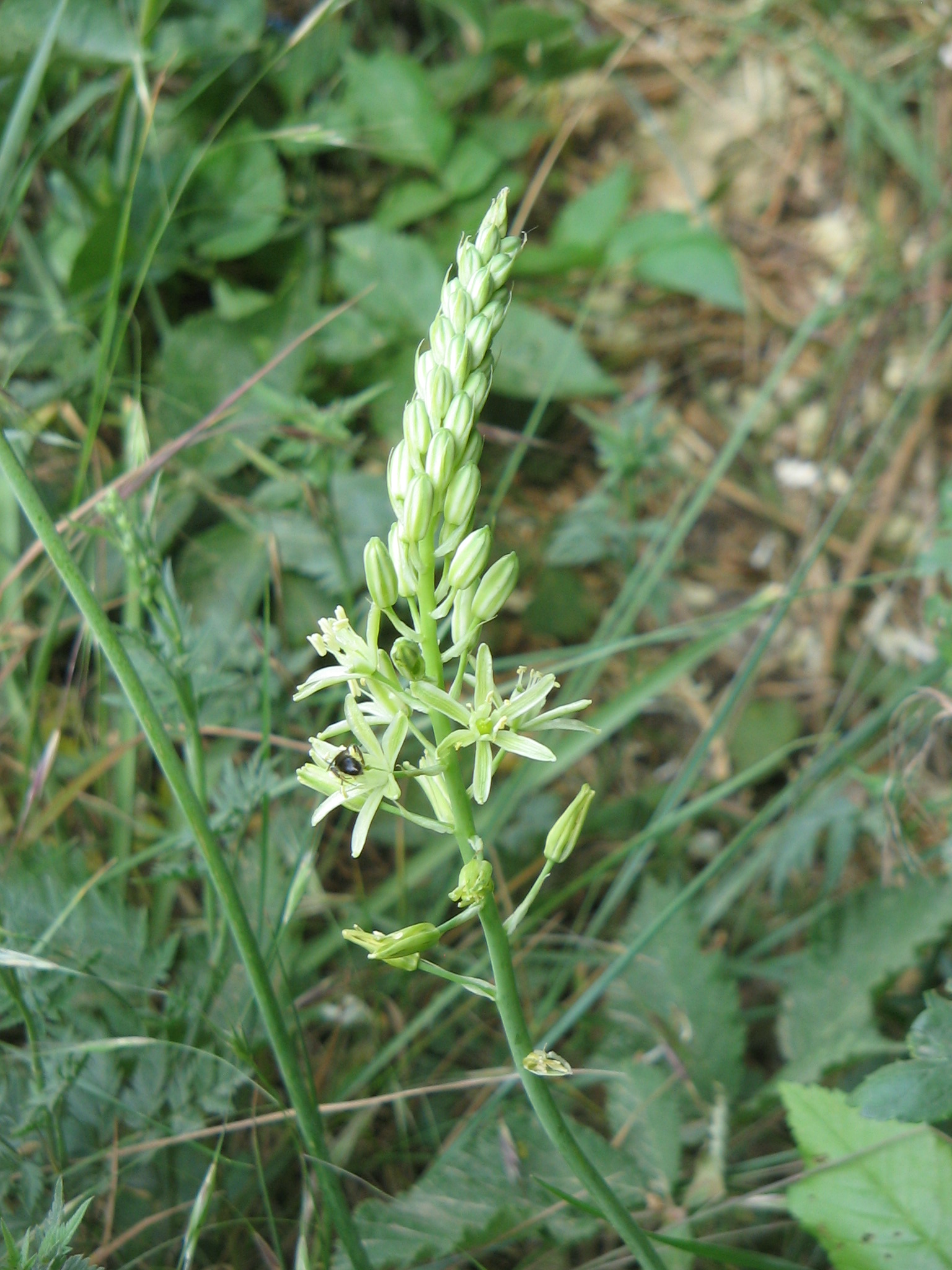
Inflorescencia

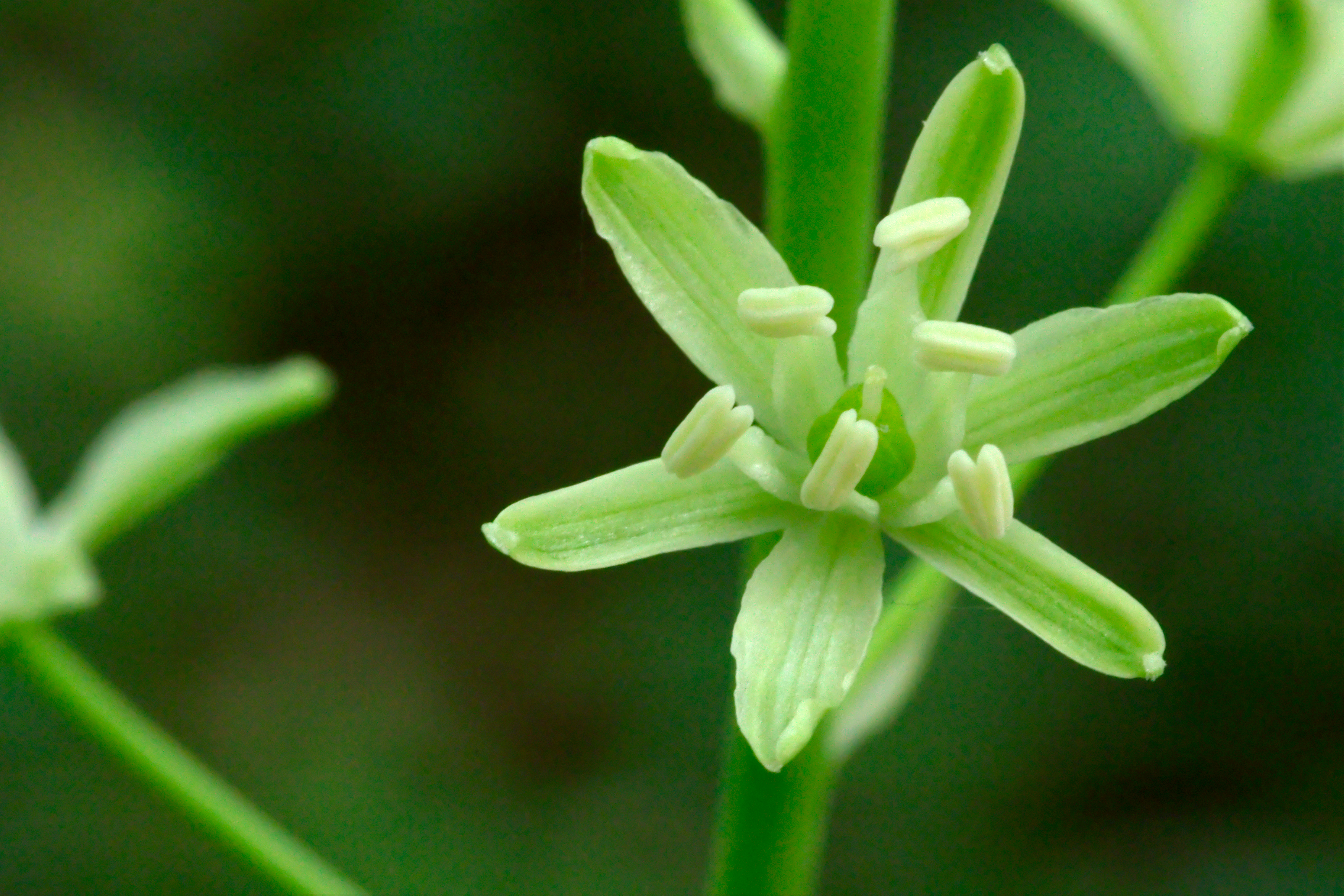
Detalle de la flor

## Descripción
Planta perenne de mediana a alta; tallos esbeltos, verdes con aspecto de espárrago en los brotes jóvenes. Hojas (5-8) lineares, ligeramente acanaladas y sin una franja central pálida, que suelen marchitarse durante la floración. Flores de color verde amarillento pálido, estrelladas, en un racimo largo y esbelto con aspecto de espiga que contiene numerosas flores débilmente olorosas; tépalos con una franja más oscura en el haz; anteras amarillas pálidas. Se distingue de Ornithogalum umbellatum en su inflorescencia larga y cilíndrica de muchas flores con flores pequeñas amarillo claro en el interior, verdosas en el exterior con una raya verde oscuro. Cápsula ovoide, con 3 estrías, pendular.

## Distribución y hábitat
Sur, oeste y zona meridional del centro de Europa. En el Mediterráneo desde la península ibérica hasta la ex-Yugoslavia.
Habita en bosques, setos, malezas, viñedos, lugares rocosos, en melojares.

## Taxonomía
Ornithogalum pyrenaicum fue descrita por Carlos Linneo  y publicado en  Sp. Pl. 306 1753.
Citología
Número de cromosomas de Ornithogalum pyrenaicum (Fam. Liliaceae) y táxones infraespecíficos: 2n=16
Etimología
Ornithogalum: nombre genérico que deriva de las voces griegas  ornithos (pájaro) y gala (leche), por lo que la traducción sería "leche de pájaro". Para algunos autores, este nombre se refiere al color de las flores de muchas especies del género. Para otros, "leche de pájaro" alude a las palabras que aparentemente utilizaban los romanos para indicar que algo es maravilloso.
pyrenaicum: epíteto geográfico que alude a su localización en los Pirineos.
Sinonimia
- Anthericum sulphureum Waldst. & Kit.
- Beryllis pyrenaica (L.) Salisb.
- Hyacinthus sulphureus (Waldst. & Kit.) E.H.L.Krause
- Loncomelos pallidum (Salisb.) Speta
- Loncomelos pyrenaicum (L.) J.Holub
- Loncoxis sulphurea (Waldst. & Kit.) Raf.
- Ornithogalum asphodeloides Schur
- Ornithogalum flavescens Lam.
- Ornithogalum granatense Pau
- Ornithogalum melancholicum Klokov ex Krasnova
- Ornithogalum ochroleucum Montandon
- Ornithogalum pallidum Salisb.
- Ornithogalum racemosum Gaterau
- Ornithogalum sulphureum (Waldst. & Kit.) Schult. & Schult.f.
- Parthenostachys pyrenaica (L.) Fourr.
- Phalangium sulphureum (Waldst. & Kit.) Poir.
- Scilla sylvestris Savi
- Stellaris erecta Moench[6][7]

## Nombres comunes
- Castellano: espárrago triguero, leche de gallina, palera, palerina, palero, palillo.[8]